# Leopoldo Zagami
Leopoldo Zagami (Lipari, 23 gennaio 1905 – 17 febbraio 1973) è stato un politico e avvocato italiano.